# Агуа Санта
«Агуа Санта» — бразильський футбольний клуб з міста Діадема, який грає в Лізі Пауліста, вищому футбольному дивізіоні штату Сан-Паулу.
Заснований мігрантами в 1981 році як аматорська команда, «Агуа Санта» стала однією з найсильніших непрофесійних команд в регіоні ABC, вигравши за той час 17 титулів.
8 грудня 2011 року команда вийшла на професійний рівень та в 2013 році приєдналась до Серії В1 – четвертого дивізону Ліги Пауліста. На початку своєі професійної кар'єри «Агуа Санта» тричі поспіль виходила до наступних дивізіонів та в 2016 році вже опинилась у вищому дивізіоні Ліги Пауліста. Після першого сезону у вищому дивізіоні вони знову вилетіли до другого. У сезоні 2020 року вони вдруге піднялися до вищого дивізіону, але вилетіли в той же рік, а в наступному сезоні знов-таки повернулися до вищого дивізіону.
З початку професійних виступів «Агуа Санта» грає на стадіоні «Інамар Арена». Домашні кольори клубу – біло-блакитні, а талісманом команди є Нептун, римський бог моря. Їхні головні суперники: «Сан-Бернардо», «Сан-Каетано» і «Санту-Андре». У «Агуа Санта» також були неприємні стосунки поза полем із місцевим суперником «Атлетіко Діадема», що призвело до того, що остання команда переїхала до міста Рібейран-Піріс.

## Історія

### Аматорська команда (1981–2011)
«Агуа Санта» була заснована 27 жовтня 1981 року мігрантами Північної й Північно-Східної Бразилії та штату Мінас-Жерайс як аматорська команда району Ельдорадо міста Діадема, на вулиці Агуа Санта, звідки клуб і отримав свою назву. У 2000-х роках клуб виріс в одну з найпотужніших команд аматорської футбольної ліги міста Діадема. Клуб виграв місцевий третій дивізіон у 2000 році та другий дивізіон наступного року. У 2002 і 2003 роках вони посіли друге місце в лізі, а в 2004 році вперше виграли титул. «Агуа Санта» знову посіла друге місце в сезонах 2005 і 2006 роів
У 2008 році «Агуа Санта» брала участь у Кубку Унілігас – аматорському кубку, в якому змагаються найкращі команди регіону ABC. Вони дійшли до фіналу, але в підсумку програли з рахунком 1:0 команді «Уніау Віла Са» з міста Санту-Андре. З 2009 по 2011 рік «Агуа Санта» виграла три титули аматорської футбольної ліги Діадема поспіль, зробивши команду найсильнішою в місті. Їхні ігри в аматорській лізі почали щонеділі збирали натовп у понад 5000 уболівальників на «Інамар Арені», і команда привернула національну увагу після того, як колишня зірка Корінтіанса Діней, який колись також грав за «Агуа Санта», носив футболку команди протягом четвертого сезону реаліті-шоу «A Fazenda». Оскільки Діадема була одним із небагатьох великих міст у Сан-Паулу, де ніколи не було професійної футбольної команди, клуб вирішив перейти на професійний рівень, заплативши 600 000 бразильських реалів, щоб приєднатися до Федерації футболу Пауліста, залишивши при цьому аматорську лігу.
Колишній футболіст Капітао був обраний футбольним директором команди, а Паулу Сіркейра Корек Фаріас був першим (і поки єдиним) президентом клубу, а Ревеліно «Претінью» Тейшейра обіймав посаду віце-президента. Римський бог моря Нептун був обраний талісманом команди через їх назву (Свята вода, португальською) та близькість клубу до дамби Біллінгса. Їхній домашній стадіон також знаходиться поруч із резервуаром для води компанії «Sabesp».

### Стрімке зростання (2012–2016)
У 2012 році клуб вирішив брати участь лише в юнацьких турнірах. 7 квітня 2014 року вони зіграли свої перші ігри в юнацькій лізі під керівництвом тренера Лілло проти місцевих суперників Санту-Андре на стадіоні «Бруно Хосе Даніель». Матч U15 завершився нульовою нічиєю, а команда U17 програла з рахунком 0:1. У той час як команди U20 та U17 вибули на першому етапі своїх ліг відповідно, команда U15 «Агуа Санта» показала кращий результат, досягнувши третього етапу U15 Ліги Пауліста в перший же рік.
Марсіо Рібейро був найнятий на посаду тренера команди «Агуа Санта» в другому дивізіоні Ліги Пауліста в 2013 році. Їх перший професійний матч відбувся 28 квітня 2013 року на стадіоні «Баетао» у місті Сан-Бернарду-ду-Кампу. Понад 1500 уболівальників відвідали матч проти «СК Сан-Бернарду», який повів у рахунку на 61-й хвилині. Через три хвилини півзахисник Лукас Лімао забив перший в історії гол «Агуа Санта» на професійному рівні, реалізувавши пенальті. Він забив ще раз на 73-й хвилині, забезпечивши команді першу в історії перемогу в лізі. 4 травня «Агуа Санта» зіграла свою першу домашню гру проти команди «Атлетіко Діадема», які були суперниками по дербі і також дебютантами ліги, програвши з рахунком 2:3 на очах у повного стадіона.Незважаючи на поразку в місцевому дербі, матчі «Агуа Санта» продовжували приваблювати багато уболівальників, і клуб зрештою виграв підвищення до Серії A3, яке відбулося 13 жовтня після перемоги 3:1 проти «Котії». Клуб також дійшов до фіналу ліги проти «Матоненсе». Хоча «Агуа Санта» з комфортом виграла перший матч з рахунком 5:2, вони програли виїзний матч із рахунком 4:0 і були змушені задовольнитися другим місцем у своєму першому в історії сезоні у професійній лізі. У 2014 році команда досягла успіху в Лізі Пауліста Серії А3, фінішувавши шостою на першому етапі та досягнувши підвищення другий рік поспіль, закінчивши другий етап на другому місці у своїй групі, в якій також брали участь «Сертаозиньо», «Сан-Жозе дос Кампус» і майбутні переможці ліги «Новорізонтіно». У сезоні 2015 року «Агуа Санта» посіла четверте місце в Лізі Пауліста Серії A2, знову досягнувши підвищення, цього разу до першого рівня Ліги штату Сан-Паулу. У зв'язку з виходом клубу у вищий дивізіон «Інамар Арені» довелося пройти реконструкцію, яка збільшила місткість стадіону до 10 000 осіб.
Зміни в правилах Ліги Пауліста 2016 призвели до того, що шість клубів були понижені замість чотирьох, як зазвичай, оскільки  Федерація футболу Пауліста мала намір зменшити кількість клубів-учасників з 20 до 16. «Агуа Санта» гідно розпочав чемпіонат, вигравши три з перших п’яти ігор, але незабаром команду спіткала шестиматчева серія без перемог, що призвело до того, що клуб опинився в зоні вильоту та звільнив менеджера Марсіо Рібейро після майже чотирьох років керування клубом. Марсіо Біттенкур був призначений новим менеджером незабаром після цього. Його перший матч на посаді був проти «Палмейраса» 27 березня. Гра завершилася гучною перемогою Діадеми з рахунком 4–1, яку газета O Estado de S. Paulo назвала «приниженням». Результат цього матчу зараз часто використовують як провокацію проти вболівальників «Палмейраса» суперниками і навіть самим «Агуа Санта» кілька разів. Незважаючи на резонанс у ЗМІ, це стало їхньою єдиною перемогою до кінця турніру. 2 квітня «Агуа Санта» зазнала найбільшої поразки в історії — «Понте Прета» на стадіоні «Моізес Лукареллі» розгромив їх з рахунком 7:2. Домашня поразка від «Сан-Бернарду» в останньому турі першого етапу в поєднанні з перемогою «Ботафого» над «Капіваріано» офіційно повернули «Агуа-Санта» до другого дивізіону сезону 2017.

### Нерегулярні кампанії (2016–2022)
Після вильоту до другого дивізіону «Агуа Санта» вперше взяла участь у Кубку Пауліста в 2016 році. Біттенкура змінив Едіньо, який підписав однорічну угоду на посаду нового головного тренера. Він залишив клуб за взаємною згодою після всього дев'яти ігор на посаді, а 21 вересня Фахель Жуніор був призначений новим тренером. Під керівництвом Фахеля «Агуа Санта» не змогла пройти другий етап Кубку Пауліста.
У 2017 році в Лізі Пауліста Серії А2 Жоржиньо було обрано, щоб повернути клуб до вищого дивізіону Ліги Пауліста. До нього приєднався колишній менеджер клубу Марсіо Рібейро, якого найняли на роль футбольного директора. Сезон почався добре для «Агуа Санта», оскільки клуб завершив перший етап, лідируючи в змаганнях. У півфіналі вони грали з «Брагантіно», і ледве не здобули підвищення до вищого дивізіону, вилетівши в серії пенальті. Їхня участь у Кубку Паулісти також була недовгою, оскільки «Агуа Санта» знову програла на другому етапі.
Жоржиньо залишився на чолі клубу в 2018 році, але на відміну від попереднього сезону, клуб погано стартував у Серії A2, що призвело до звільнення Жоржиньо 28 січня. Того ж дня клуб оголосив Тоніньо Сесіліо його заміною. «Агуа Санта» продовжував боротися під керівництвом Сесіліо, який був звільнений після того, як не зміг привести клуб до жодної перемоги в шести матчах. Оскільки клуб опинився в нижній частині турнірної таблиці, Марсіо Рібейро повернувся до ролі тренера на решту турніру, врятувавши клуб від вильоту. «Агуа Санта» вирішив представити свою команду U20 на Кубок Пауліста 2018 року. Під керівництвом Антоніо Карлоса Папеля клуб не показав найкращих результатів. Вони вилетіли на першому етапі, посівши останнє місце у своїй групі.

#### Вгору та вниз
Коли Рібейро знову очолив клуб в Серії A2 Ліги Пауліста 2019, «Агуа Санта» повернулася до хорошої форми та завершила перший етап у верхній частині таблиці. Вони обіграли «Таубате» в обох матчах чвертьфіналу, але програли «Санто-Андре» в півфіналі, через що вони пропустили підвищення. Однак придбання «Брагантіно» компанією Red Bull у вищому дивізіоні автоматично понизило «Ред Булл Бразіл», оскільки одній компанії не дозволяється мати два клуби в одному дивізіоні. Це відкрило місце в Лізі Пауліста 2020, яке дісталося «Агуа Санта», яка посіла третє місце в загальному заліку другого діізіона. Цього було б недостатньо, щоб зберегти Рібейро на чолі клубу для Кубка Пауліста, оскільки він був звільнений 30 квітня 2019 року Колишній головний тренер «Санту-Андре» Фернандо Маркіорі був призначений очолити клуб у кубку. Після завершення першого етапу, лідируючи у своїй групі, участь команди у кубку було завершено на другому етапі втретє за чотири роки.
«Агуа Санта» невдало розпочала сезон 2020 року, програвши у перших трьох іграх Ліги, не забивши жодного гола. Невдалий результат призвів до звільнення Фернандо Маркіорі 30 січня 2020 року Пінтадо призначили його заміною на залишок Ліги Пауліста. Новий головний тренер привів «Агуа Санта» до першої перемоги в цьому році 8 лютого проти «Ферровіарії» і вивів команду із зони вильоту. 27 березня, оскільки змагання було призупинено через пандемію COVID-19, Пінтадо залишив «Агуа-Санта» і перейшов до «Жувентуда» Серії B. 30 червня було повідомлено, що Тоніньо Сесіліо повернеться вдруге очолити клуб у двох іграх турніру, що залишилися. «Агуа Санта» не зміг здобути перемогу під керівництвом Сесіліо, і в кінці змагань був понижений до Серії А2.

### Друге місце в Лізі Пауліста (2023)
У 2023 році «Агуа Санта» вперше у своїй історії дійшла до фіналу Ліги Пауліста, усунувши «Сан-Паулу» у чвертьфіналі по пенальті та «Ред Булл Брагантіно» у півфіналі, також по пенальті. У фіналі команда виграє першу гру проти «Палмейраса», але зазнає поразки у матчі-відповіді та посідає друге місце.

## Стадіон
«Агуа Санта» проводить свої домашні матчі на «Інамар Арені». Стадіон має максимальну місткість 10 000 глядачів.

## Досягнення
- Ліга Пауліста:

 Срібло (1): 2023
- Ліга Пауліста Серія A2:

 Срібло (1): 2021
- Ліга Пауліста Серія B1:

 Срібло (1): 2013